# Adrien Farjon
Pour les articles homonymes, voir Farjon.
Adrien Farjon est un homme politique français né le 25 janvier 1850 à Ambert (Puy-de-Dôme) et décédé le 15 décembre 1907 à Ambert.
Neveu de Thomas Costes, député et petit-neveu de Léon Vimal-Dessaignes, député, il entre en politique dès 1870, contre le plébiscite. Banquier et industriel, juge au tribunal de commerce, il est conseiller général du canton de Viverols en 1883 et député du Puy-de-Dôme de 1889 à 1902, inscrit chez les Républicains progressistes. Il est secrétaire de la Chambre en 1893 et maire d'Ambert en 1900.

## Sources
- « Adrien Farjon », dans le Dictionnaire des parlementaires français (1889-1940), sous la direction de Jean Jolly, PUF, 1960 [détail de l’édition]